# Prinsenhof (Den Haag)
Het Prinsenhof is een complex van gebouwen, gelegen in het Beatrixkwartier in Den Haag. De hoogste toren van het complex (Toren E, ontworpen door Kraaijvanger Urbis, Rotterdam) is ruim 109 meter hoog. In het complex zijn zowel woon- als kantoorruimten aanwezig. Ook is sinds begin 2012 een World Trade Center in het Prinsenhof gevestigd.
Door de hoogte, en de opbouw bovenop, is het hoogste gebouw gemakkelijk te herkennen in de skyline van Den Haag, zelfs in silhouet.

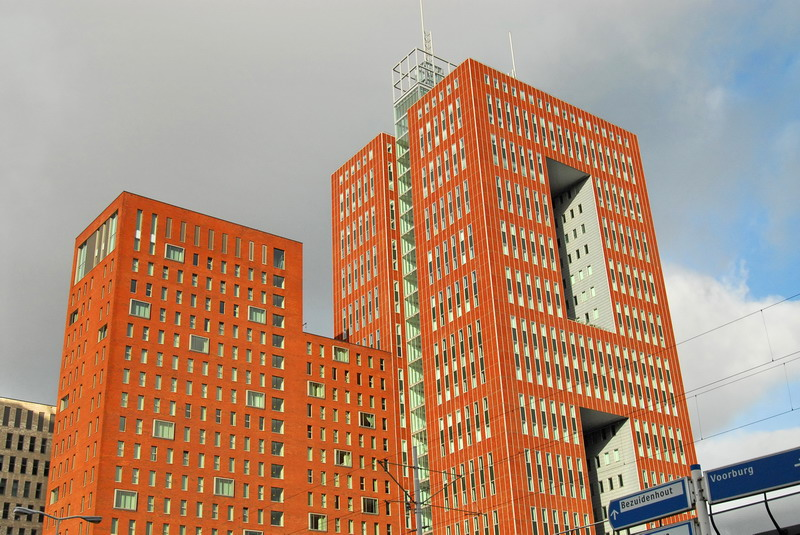
Toren E.
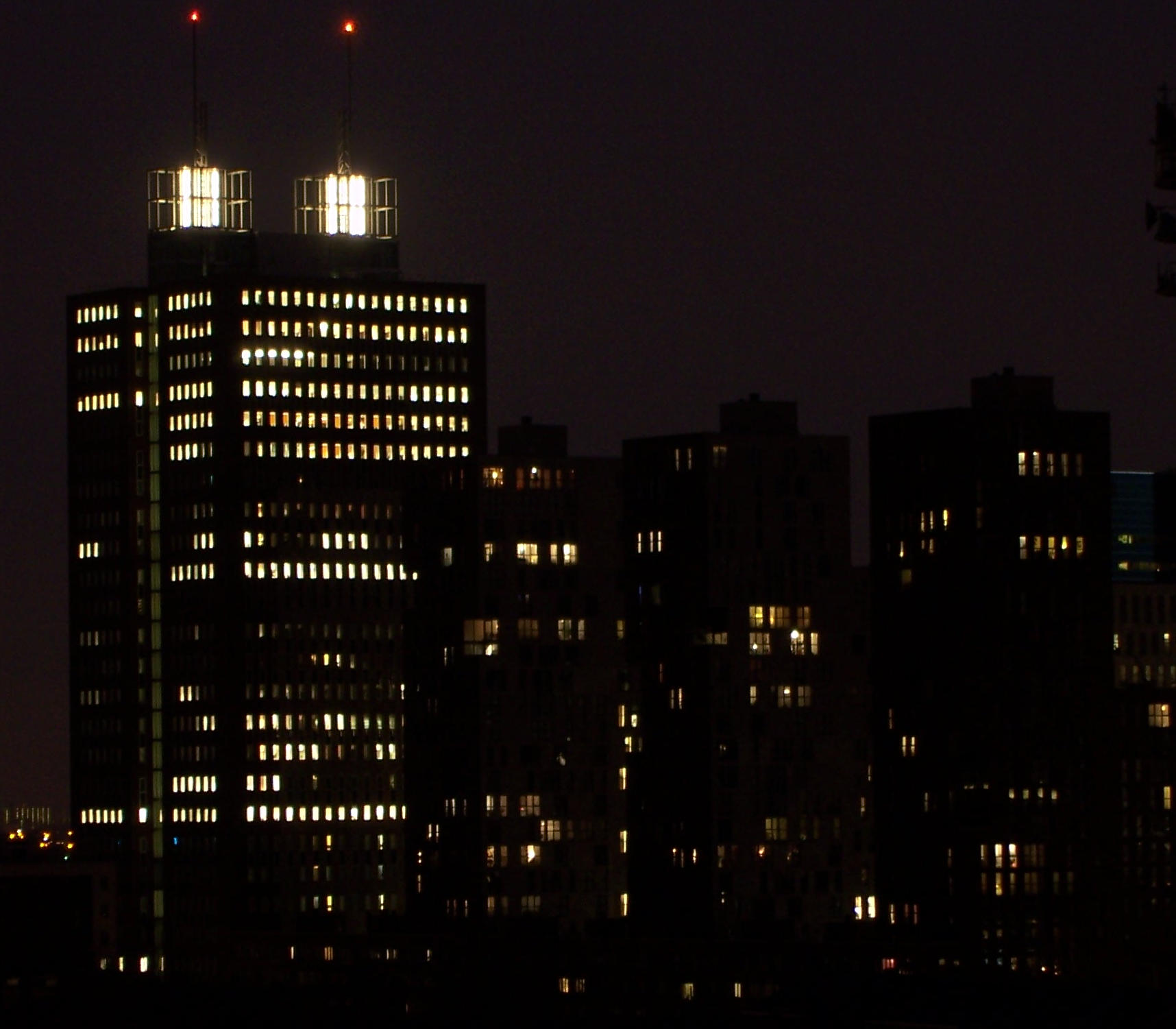
Het Prinsenhof, nu in de avond.
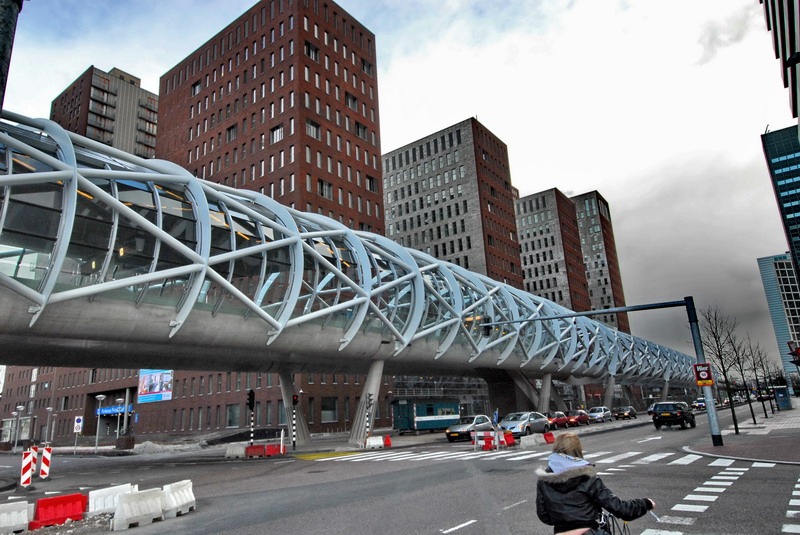
Het Prinsenhof, met de Netkous op de voorgrond.
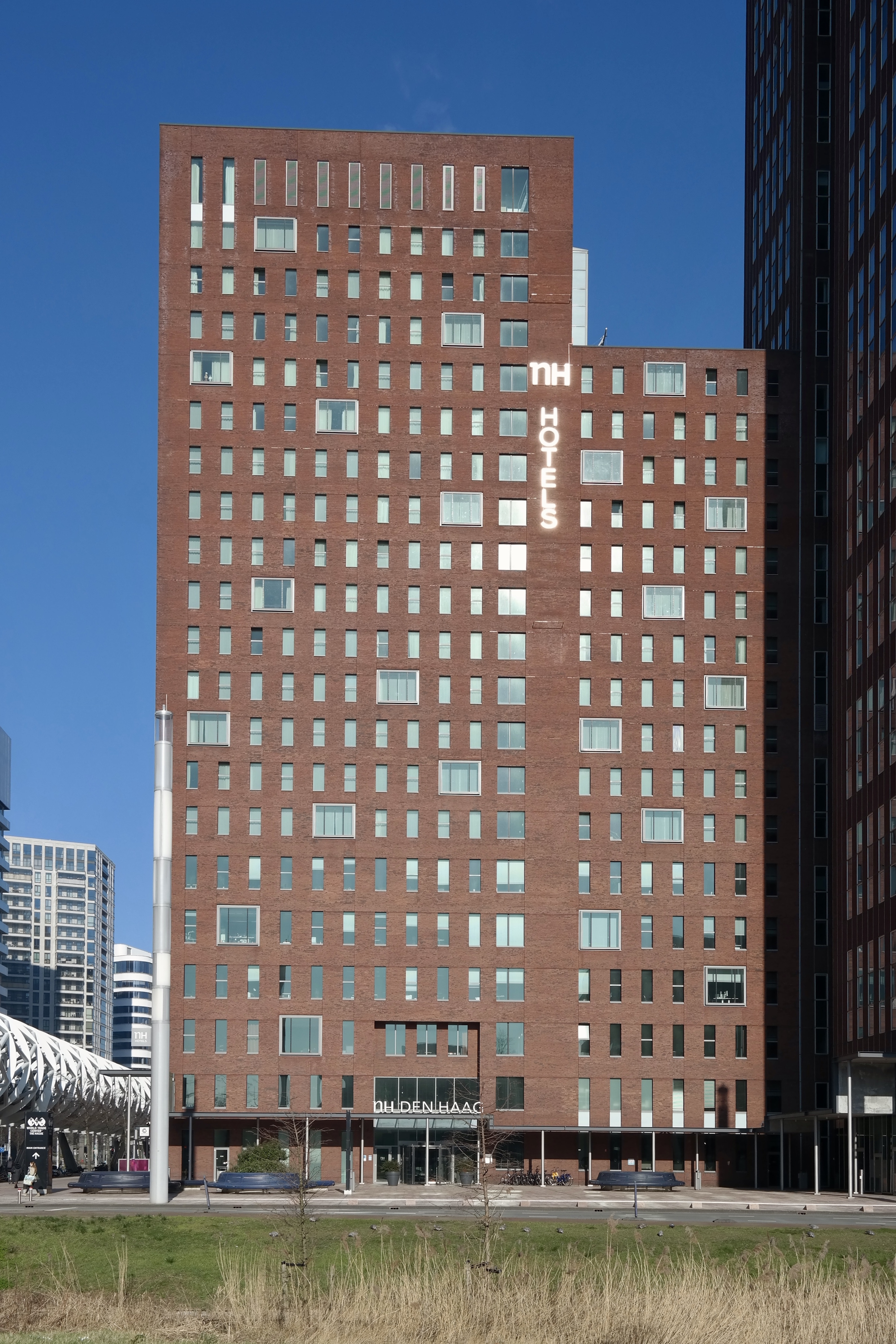
Gebouw D met NH Hotel

## Complex
Het Prinsenhof bestaat uit vier gebouwen die elk uit twee torens bestaan. Het gebouw D/E is het hoogst, waarbij Toren E 109,5 meter hoog is (127 meter inclusief architectonisch opzetstuk) en Toren D 72 meter hoog is.
Het complex bestaat uit de volgende gebouwen:
- D/E - opgeleverd in 2005
- A/H - opgeleverd in 2006
- B/G - opgeleverd in 2006
- C/F - opgeleverd in 2006.

Gebouw D/E zou oorspronkelijk eerder opgeleverd worden. Er is destijds niet gekozen om de details uit te voeren zonder open vuur. Tijdens het aanbrengen van de randafwerking is er brand ontstaan tussen de gevels. Daardoor ontstond een miljoenenschade en moest de oplevering met maanden worden uitgesteld. Door het dakdekkersbedrijf is mede hierdoor in combinatie met de brancheorganisatie de NEN 6050 tot stand gekomen. Hierin staan alle eisen waaraan moet worden voldaan wanneer er wordt gewerkt met open vuur op daken. Brandveilig werken op daken conform NEN 6050 is sinds 2009 verplicht en geldt voor nieuwbouw, renovatie en het onderhoud van daken. Werken volgens deze regelgeving minimaliseert het risico op brand.
Na de oplevering van gebouw D/E klaagden omwonenden over geluidsoverlast door een fluittoon die optrad bij sommige windsituaties.
Toren C, D en E zijn hernoemd tot WTC The Hague.
JuBi-torens · Hoftoren · New Babylon · The Grace I & II · Het Strijkijzer · De Kroon · Grotius I & II · Prinsenhof · Castalia · Sint-Jacobuskerk · Haagse Toren · Vredespaleis · Zurichtoren · Leonardo da Vinci I · Muzentoren · Witte Anna · Centre Court · Pharos · Malietoren · De Groene Toren · Zilveren Toren · Stadsdeelkantoor Escamp
Cooltoren (Rotterdam) · Delftse Poort (Rotterdam) · FIRST (Rotterdam) · Hoftoren (Den Haag) · JuBi-gebouw (Den Haag) · De Kroon (Den Haag) · Maastoren (Rotterdam) · Millenniumtoren (Rotterdam) · Mondriaantoren (Amsterdam) · Montevideo (Rotterdam) · New Babylon (Den Haag)  · New Orleans (Rotterdam) · The Red Apple (Rotterdam) · Rembrandttoren (Amsterdam) · De Rotterdam (Rotterdam) · Het Strijkijzer (Den Haag) · Westpoint (Tilburg) · World Port Center (Rotterdam) · De Zalmhaven (Rotterdam)
Achmeatoren (Leeuwarden) · Alphatoren (Enschede) · Carlton (Almere) · Erasmusgebouw (Nijmegen) · Europees Octrooibureau (Rijswijk) · EWI-gebouw (Delft) · Hondsrugtoren (Emmen) · Innovatoren (Venlo) · Kempkensberg (Groningen) · Lighthouse (Eindhoven) · Provinciehuis ('s-Hertogenbosch) · Rabobank (Utrecht) · Sardijntoren (Vlissingen) · IJsseltoren (Zwolle)